# Crixás
Crixás is een gemeente in de Braziliaanse deelstaat Goiás. De gemeente telt 15.005 inwoners (schatting 2009).